# 信時潔
信時 潔（のぶとき きよし、1887年〈明治20年〉12月29日 - 1965年〈昭和40年〉8月1日）は、大正・昭和時代の日本の作曲家・音楽学者・チェロ奏者。大阪市出身。

## 略歴
牧師・吉岡弘毅（元津山藩士の外交官で明治初期の日朝外交を担当）の子として大阪市北区中之島に生まれ、幼少より賛美歌に親しんだ。大阪の市岡中学を経て、東京音楽学校器楽部および研究科器楽部でチェロを学んだ後、同科作曲部に移り、アウグスト・ユンケルに指揮法、ハインリヒ・ヴェルクマイスターにチェロと作曲、ルドルフ・ロイテルに対位法と和声学を師事する。東京音楽学校助教授を務めたのち、留学先のドイツでゲオルク・シューマンに師事、帰国後に東京音楽学校教授となる。同校の本科作曲部（現：東京芸術大学音楽学部作曲科）創設に尽力し、弟子には、片山頴太郎、下総皖一、坂本良隆、橋本國彦、呉泰次郎、細川碧、高田三郎、大中恩、柏木俊夫などがいる。
主な作品には、交声曲『海道東征』、歌曲集『沙羅』、国民唱歌『海ゆかば』（大日本帝国海軍の将官礼式用儀制曲『海ゆかば』とは同名異曲）、『紀元二千六百年頌歌』、ピアノ組曲『木の葉集』、合唱曲『紀の国の歌』、『鎮魂頌』などがある。『沙羅』は現在でも愛唱され、多くの合唱曲も演奏機会が多い。『沙羅』をはじめとする歌曲は木下保編曲の合唱曲としても親しまれた（木下は『海道東征』初演時の指揮者でもある）。芸術音楽のみならず文部省唱歌『電車ごっこ』等を作曲。戦前戦後を通じて学校の音楽教科書の編纂や監修にも力を注いだ。校歌・社歌・団体歌等の作曲も数多く手がけ、生涯で少なくとも1000曲以上を数える。
シェーンベルクやバルトークなど当時の現代音楽の知識も豊富だったが、実作ではドイツの古典派・ロマン派に基づく簡素で重厚な作風を貫いた。太平洋戦争後は作品数が減るが、これは『海ゆかば』が軍国主義に利用され、学徒出陣の際に用いられたことに対抗できなかったことを恥じたものだともいわれる。同世代の作曲家である山田耕筰とは作風、経歴、戦後の処し方で好対照をなす。

## 年譜
戦前作品は現在でも演奏機会の多い物および代表曲の『海道東征』のみを挙げる。40-50歳が作曲活動のピークで、戦後は芸術作品の数が減少した。ここに挙げたものを含め、1950年以降死去までの約20年間で6作品（いずれも歌曲または合唱曲である）を数えるに過ぎないが、生涯に亘って作品を世に問うた。
- 1887年（明治20年） - 大阪北教会（現在、日本キリスト教会大阪北教会）の牧師であった父吉岡弘毅、母吉岡とりの三男として生まれる
- 1898年（明治31年） - 大阪北教会の長老、信時義政と妻信時げんの養子に
- 1901年（明治34年） - 大阪府立市岡中学校入学
- 1905年（明治38年） - 東京音楽学校予科入学
- 1906年（明治39年） - 同校本科器楽部入学（チェロ専攻）
- 1910年（明治43年） - 同校研究科器楽部進学
- 1912年（明治45年） - 同科作曲部進学
- 1915年（大正4年） - 作曲部修了、助教授就任
- 1920年（大正9年） - 1922年（大正11年）- 文部省在外研究員として訪欧、作曲とチェロを研修（ドイツ、フランス、イギリス、スイス、イタリア）
- 1923年（大正12年） - 東京音楽学校師範科卒業生の白坂ミイと結婚。東京音楽学校教授就任
- 1924年（大正13年） - この頃から合唱曲、歌曲、ピアノ曲、ヴァイオリン曲を数多く発表。教科書の編纂にも多数携わる
- 1926年（大正15年） - 歌曲集『小曲五章』（詩：与謝野晶子）
- 1927年（昭和2年） - 成蹊学園校歌（成蹊の歌）作曲
- 1930年（昭和5年） - 合唱曲『いろはうた』（「いろはにほへと…」に、雅楽の越天楽の旋律を用いて作曲した変奏曲）
- 1932年（昭和7年） - 東京音楽学校本科作曲部の創設に尽力し、実現をみる。教授辞任。講師に
- 1936年（昭和11年） - 歌曲集『沙羅』（詩：清水重道）、ピアノ組曲『木の葉集』
- 1937年（昭和12年） - 合唱組曲『紀の国の歌』。NHKの依頼により『海ゆかば』作曲。以降国民歌謡多数発表
- 1940年（昭和15年） - 『山口県民歌』（旧）、交声曲『海道55』（詩：北原白秋）、『慶應義塾塾歌』
- 1942年（昭和17年） - 満州視察。日本芸術院会員となる
- 1943年（昭和18年） - 朝日賞受賞、南京で開かれた中日文化協会全国文化代表大会に参加
- 1947年（昭和22年） - 新憲法施行記念国民歌『われらの日本』（詩：土岐善麿）
- 1947年（昭和22年） - 1948年（昭和23年） - 歌曲集『古歌二十五首』
- 1950年（昭和25年） - 東京都立白鷗高等学校校歌作曲
- 1951年（昭和26年） - 平和条約発効ならびに憲法施行5周年記念式式典歌『日本のあさあけ』（詩：斎藤茂吉）
- 1953年（昭和28年） - 北海道旭川西高等学校校歌、三重県立津高等学校校歌作曲
- 1954年（昭和29年） - 東京芸術大学音楽部講師退任
- 1962年（昭和37年） - 『海道東征』戦後初の再演。当時朝日放送社員であった阪田寛夫の企画によるもの
- 1963年（昭和38年） - 文化功労者。『山口県民の歌』（新）、『山口市民の歌』（旧）
- 1964年（昭和39年） - 勲三等旭日中綬章受章
- 1965年（昭和40年） - 歌曲／合唱曲集『女人和歌連曲』（遺作）、オペラ『古事記』（未完）。心筋梗塞のため死去（77歳）。墓所は雑司ヶ谷霊園。
- 1995年（平成7年） - 没後30年企画としてCD『信時潔歌曲集』発売
- 2003年（平成15年） - 『海道東征』戦後二度目の再演（オーケストラ・ニッポニカ、紀尾井ホール。抜粋ないしはピアノ+合唱形式では他にも演奏した記録がある）
- 2004年（平成16年） - CD「木の葉集〜信時潔ピアノ全曲集」発売
- 2005年（平成17年）
  - 新保祐司『信時潔』刊行
  - CD「海ゆかばのすべて」発売
  - 畑中良輔門下によるリサイタル「信時潔の夕べ」（命日にあたる8月1日、紀尾井ホール）
  - 信時作品の研究者である孫・信時裕子によるサイト「信時潔研究ガイド」開設
  - 春秋社の曲集復刊
- 2008年（平成20年） - 6枚組CD「SP音源復刻盤 信時潔作品集成」（VZCC-85 - 90）発売、第63回文化庁芸術祭レコード部門大賞受賞
- 2015年（平成27年）
  - 11月20日、ザ・シンフォニーホール（大阪市北区）でコンサート「戦後70年 信時潔（のぶとき・きよし）没後50年 交声曲『海道東征』」。
  - 11月28日、東京芸術大学で没後50年記念の演奏会が開かれた。
  - 12月31日を以て著作権の保護期間を満了。
- 2017年（平成29年） - 国分寺市縁故の人物として、作品がJR東日本国分寺駅および西国分寺駅の発車メロディに採用された（当該項目参照）

## 資料
網羅的データに関しては、外部リンク中の「信時潔研究ガイド」を参照。

### 楽譜
- 歌曲集『沙羅』の『丹澤』を初めとする歌曲は多くの日本歌曲集に取り上げられている。
- 『日本歌曲全集(6)　信時潔』（音楽之友社、2000）
  - 代表的な歌曲を収載。畑中良輔による作風と人柄の解説がある。本稿の作風に関する記事の典拠。
- 『信時潔《独唱曲集》《合唱曲集》《ピアノ曲集》』（春秋社、2005、各 ISBN 4-393-92414-2、ISBN 4-393-92413-4、ISBN 4-393-91446-5）
  - 没後40周年記念復刻版。信時本人選曲の決定版を謳っている。信時裕子による詳細な年譜付き。《独唱曲集》《合唱曲集》には『海ゆかば』も収載されている。《ピアノ曲集》には花岡千春の解説付き。
- 『女人和歌連曲』はカワイ出版のオンデマンド出版で得られる。
  - 2005年11月現在Web上のリストには項目がないが、「信時潔研究ガイド」によると、版下そのものは存在するので同社に連絡すれば購入できるとのこと。
- 木下保編曲 女声合唱組曲『沙羅』 音楽之友社 2010/4/7 ISBN 9784276554986
- 木下保編曲 男声合唱組曲『沙羅』改訂新版 音楽之友社 2012/7/26 ISBN 9784276548381
- 木下保編曲 混声合唱組曲『沙羅』音楽之友社 2005/11/17 ISBN 9784276544901

### 校歌・社歌・団体歌
前述のように夥しい数の校歌・社歌・団体歌を作曲し、現在判明しているものだけでも1000曲以上を数えている。学校・団体の廃止等により、失われた作品もあるのではないかと考えられる。
※以下のリストは一部に過ぎないため、網羅的データに関しては外部リンクを参照。

#### 校歌

##### 大学
- 慶應義塾塾歌
- 学習院院歌
- 名城大学学歌
- 皇學館大学校歌
- 成蹊大学校歌
- 専修大学校歌
- 東海大学建学の歌
- 大東文化大学校歌
- 金沢大学校歌
- 大阪工業大学学歌
- 甲南大学学園歌
- 甲南女子大学校歌

##### 高等専門学校
- 群馬工業高等専門学校校歌
- 大分工業高等専門学校校歌

##### 高等学校
- （旧制）北海道庁立釧路中学校校歌（現：北海道釧路湖陵高等学校校歌）
- 北海道庁立函館商業学校校歌（現：北海道函館商業高等学校校歌）
- 北海道庁立函館水産学校校歌（現：北海道函館水産高等学校校歌）
- 北海道札幌北高等学校校歌
- 北海道帯広柏葉高等学校校歌
- 北海道北見柏陽高等学校校歌
- 北海道室蘭栄高等学校校歌
- 青森県立八戸東高等学校校歌
- 秋田県立大曲高等学校校歌
- 秋田県立増田高等学校校歌
- 山形県立山形南高等学校校歌
- 山形県立山形西高等学校校歌
- 山形県立酒田北高等学校校歌
- 福島県立双葉高等学校校歌（休校中）
- 福島県立磐城桜が丘高等学校校歌
- 茨城県立石岡第一高等学校校歌
- 栃木県立宇都宮高等学校校歌
- 栃木県立栃木女子高等学校校歌
- 栃木県立石橋高等学校校歌
- 群馬県立渋川高等学校校歌
- 群馬県立館林高等学校校歌
- 群馬県立沼田女子高等学校校歌
- 埼玉県立本庄高等学校校歌
- 埼玉県立熊谷女子高等学校校歌
- 埼玉県立川口高等学校校歌
- 埼玉県立鴻巣高等学校校歌
- 千葉県立天羽高等学校校歌
- 千葉県立安房高等学校校歌
- 開成学園校歌
- 東京都私立日本学園高等学校校歌
- 東京都私立東京電機大学高等学校校歌
- 東京都立白鷗高等学校校歌
- 東京都立南多摩高等学校校歌
- 東京都立神代高等学校校歌
- 東京都立西高等学校校歌
- 東京都立江北高等学校校歌
- 東京都立大崎高等学校校歌
- 東京都立大森高等学校校歌
- 東京都立松原高等学校校歌
- 桐朋学園校歌
- 帝京高等学校校歌
- 桜蔭学園校歌
- 本郷学園校歌
- 貞静学園校歌
- 浅野学園校歌
- 神奈川県立平塚工科高等学校校歌
- 新潟県立新津高等学校校歌
- 石川県立金沢桜丘高等学校校歌
- 石川県立羽咋工業高等学校校歌
- 山梨県立山梨高等学校校歌
- 長野県北部高等学校校歌
- 長野県上田千曲高等学校校歌
- 長野県軽井沢高等学校校歌
- 松本商業学校（現：松商学園高等学校）校歌
- 長野県松本県ヶ丘高等学校校歌
- 長野県阿南高等学校校歌
- 長野県諏訪実業高等学校校歌
- 長野県望月高等学校校歌
- 長野県臼田高等学校校歌
- 長野県南安曇農業高等学校校歌
- 長野県穂高商業高等学校校歌
- 岐阜県立長良高等学校校歌
- 岐阜県立八幡高等女学校校歌
- 岐阜県立多治見工業高等学校校歌
- 沼津市立沼津高等学校・中等部校歌
- 静岡県立沼津西高等学校校歌
- 静岡県立三島北高等学校校歌
- 静岡市立高等学校校歌
- 静岡県立島田高等学校校歌
- 静岡県立浜松工業高等学校校歌
- 静岡県立清水東高等学校校歌
- 静清工業高等学校校歌
- 愛知みずほ大学瑞穂高等学校校歌
- 愛知県立津島高等学校校歌
- 愛知県立一宮高等学校校歌
- 愛知県立旭丘高等学校校歌
- 愛知県立半田高等学校校歌
- 愛知県立長久手高等学校校歌
- 愛知県立豊橋東高等学校校歌
- 三重県立津高等学校校歌
- 三重県立上野高等学校校歌
- 三重県立桑名高等学校校歌
- 三重県立四日市工業高等学校校歌
- 兵庫県立長田高等学校校歌
- 兵庫県立神戸高等学校校歌
- 兵庫県立赤穂高等学校校歌
- 兵庫県立御影高等学校校歌
- 兵庫県立八鹿高等学校校歌
- 和歌山県立星林高等学校校歌
- 甲陽学院高等学校校歌
- 灘高等学校校歌
- 奈良県立奈良高等学校校歌
- 奈良市立一条高等学校校歌
- 奈良県立五條高等学校校歌
- 華頂女子中学校・高等学校校歌
- 和歌山県立神島高等学校校歌
- 島根県立益田高等学校校歌
- 岡山県立落合高等学校校歌
- 広島県立府中高等学校校歌
- 山口県立豊浦高等学校校歌
- 愛媛県立西条高等学校校歌
- 愛媛県立川之石高等学校校歌
- 福岡県立育徳館高等学校校歌
- 福岡県立筑紫丘高等学校校歌
- 福岡県立東筑高等学校校歌
- 福岡県立宗像高等学校校歌
- 福岡県立明善高等学校校歌
- 佐賀県立小城高等学校校歌
- 長崎県立大村高等学校校歌
- 長崎県立諫早高等学校校歌
- 大分県立大分商業高等学校校歌

##### 中学校
- 北海道滝川市立江陵中学校校歌
- 弘前市立第三中学校校歌
- 潟上市立羽城中学校校歌
- 由利本荘市立本荘北中学校校歌
- 酒田市立第三中学校校歌
- 山形市立蔵王第二中学校校歌
- 郡山市立郡山第一中学校校歌
- 加茂市立加茂中学校校歌
- 新潟市立関屋中学校校歌
- 群馬大学共同教育学部附属中学校校歌
- 沼田市立沼田中学校校歌
- さいたま市立木崎中学校校歌
- 志木市立志木中学校校歌（作詞：下山つとむ）
- 行田市立忍中学校校歌
- 加須市立昭和中学校校歌
- 秩父市立秩父第二中学校校歌
- 清明学園幼稚園・初等学校・中学校中学校校歌
- 桐朋中学校校歌
- 帝京中学校校歌
- 日本学園中学校校歌
- 渋谷区立松濤中学校校歌
- 豊島区立大塚中学校校歌
- 文京区立第六中学校校歌
- 千代田区立麹町中学校校歌
- 目黒区立第三中学校校歌
- 目黒区立第四中学校校歌
- 新宿区立西戸山中学校校歌
- 府中市立府中第一中学校校歌
- 国分寺市立第一中学校校歌
- 国分寺市立第二中学校校歌
- 八王子市立由井中学校校歌
- 昭島市立昭和中学校校歌
- 成田市立成田中学校校歌
- 館山市立第二中学校校歌
- 金沢市立紫錦台中学校校歌
- 小浜市立小浜第二中学校校歌
- 甲府市立南中学校校歌
- 島田市立島田第二中学校校歌（作詞：高木市之助）
- 浜松市立南陽中学校校歌
- 尾張旭市立旭中学校校歌
- 一宮市立尾西第一中学校校歌
- 一宮市立大和中学校校歌
- 志摩市立船越中学校校歌
- 四日市市立楠中学校校歌[4]
- 四日市市立南中学校校歌
- 紀宝町立矢渕中学校校歌
- 舞鶴市立白糸中学校校歌
- 灘中学校校歌
- 吉野町立吉野中学校校歌
- 倉吉市立西中学校校歌
- 下関市立日新中学校校歌
- 佐賀市立成章中学校校歌
- 台湾旧新竹州立新竹中学校校歌

##### 小学校
- 黒石市立中郷小学校校歌
- 村山市立楯岡小学校校歌
- 新庄市立新庄小学校校歌
- 山形市立蔵王第三小学校校歌
- 新潟市立大野小学校校歌
- 日立市立大雄院小学校校歌
- 志木市立志木小学校校歌（作詞：下山懋）
- 筑波大学附属小学校校歌
- むさしの学園小学校校歌
- 新渡戸文化小学校（旧・東京文化小学校）校歌
- 江東区立数矢小学校校歌
- 新宿区立牛込仲之小学校校歌
- 新宿区立牛込原町小学校校歌（廃校）
- 新宿区立戸塚第一小学校校歌
- 中野区立新井小学校校歌
- 中野区立塔山小学校校歌
- 杉並区立沓掛小学校校歌
- 江戸川区立北小岩小学校校歌
- 品川区立第二延山小学校校歌（作詞：風巻景次郎）
- 小平市立小平第三小学校校歌
- 国分寺市立第三小学校校歌
- 八王子市立第一小学校校歌（作詞：土岐善麿）
- 市川市立行徳小学校校歌
- 鎌ケ谷市立鎌ケ谷小学校校歌（作詞：勝承夫）
- 館山市立船形小学校校歌
- 横浜市立大綱小学校校歌
- 横浜市立石川小学校校歌
- 黒部市立村椿小学校校歌
- 金沢大学附属小学校校歌
- 白山市立蕪城小学校校歌
- 一木村立一木小学校校歌
- 能登町立松波小学校校歌
- 長野市立城山小学校校歌
- 安曇野市立温明小学校校歌（閉校）
- 中央市立三村小学校校歌
- 都留市立宝小学校校歌
- 御殿場市立神山小学校校歌
- 沼津市立第四小学校校歌
- 一宮市立神山小学校校歌
- 扶桑町立柏森小学校校歌
- 四日市市立内部小学校校歌（作詞：中村万三）
- 茨木市立茨木小学校校歌
- 下関市立文関小学校校歌

##### 他
- 明星学苑賛歌

#### 社歌
- 日立製作所社歌

#### 団体歌
- 山口県民歌（初代）
- 山口県民の歌（現行、3代目）
- 兵庫県民歌
- 北海道室蘭市の歌
- 群馬県館林市市歌
- 富山県滑川市の歌（高島高作詞、2009年補作詞）[5]
  - 2017年にはあいの風とやま鉄道滑川駅・東滑川駅の到着メロディとしてアレンジされた[6]。
- 愛知県一宮市歌（尾上柴舟作詞）
- 大阪府池田市市歌
- 兵庫県神戸市歌（現行、2代目）
- 和歌山県新宮市歌
- 和歌山県高野町の歌
- 山口県山口市「山口市の歌」（旧、2代目）
- 日本學生協會行進曲「進めこのみち」昭和15年作曲（三井甲之作詞）
- 日本學生協會式典歌「信州不滅」昭和15年作曲（三井甲之作詞）
- 桜美林学園旧校歌

### 人物他
- 新保祐司『信時潔』ISBN 4-875-74069-7
  - 生い立ちや人となりについて詳しくも、誤記が散見される。『海ゆかば』自筆譜の写真や『日本歌曲全集』の畑中による解説からの引用、信時裕子による年譜がある。本稿の年譜の典拠。
- 阪田寛夫『海道東征』（小説）
- 雑誌
  - 「音楽現代」2005年8月号（芸術現代社）pp. 110-117 - 特別企画「没後40年信時潔の世界〜山田耕筰と並ぶ近代日本作曲界の礎」
    - 新保祐司「戦後封印された『海ゆかば』の作曲家への問い直し」、西耕一「黎明期の日本作曲界へ、正統派の太くまっすぐな道を開いた信時潔」（一部に誤記）、瀬山詠子「信時潔先生のお人柄と歌曲」、花岡千春「信時潔の音楽と現在（いま）」

  - 「別冊太陽 気ままに絵の道 熊谷守一」 2005, 平凡社, ISBN 4-582-94487-6 , pp.120-121 - 信時潔「熊谷さんのこと」：画家の熊谷守一と信時潔とは子供同士が結婚した仲である。初出は「みづゑ」1940年12月号。
- CD「海ゆかばのすべて」にも詳細な付録がある（→海行かば#音声資料）

### 録音
- 歌曲
  - 歌曲はオムニバスの中に数多く録音されている。例えば鮫島有美子の日本の歌シリーズ。
  - 「信時潔歌曲集」 ビクター VICC-5052 - 畑中良輔、三浦洋一らの演奏。2005年現在品切。
  - 木下保の藝術~信時潔、團伊玖磨 歌曲集~　日本伝統文化振興財団
  - 木下保の藝術~SP音源復刻盤~　木下記念日本歌曲研究会／木下記念スタジオ（限定頒布）※上記「沙羅」（文部大臣賞受賞SPレコード録音）を含む
  - SP音源復刻盤 信時潔作品集成（2008年度（平成20年度）文化庁芸術祭大賞受賞）　木下保ほか　日本伝統文化振興財団
- 合唱曲（合唱曲は広く演奏される割には商用録音自体が少ない）
  - 「日本の合唱百年・四つの時代」 フォンテック FOCD-3473 -『紀の国の歌』の一部が録音されている。
  - 「仏教讃歌混声合唱集『いのち』」 本願寺出版社 -『みほとけは』収録。
  - 小川寛大『海行かばを歌ったことがありますか』（ISBN 4-901032-84-4）の付録CDに「やすくにの」が四重唱で収録されている。靖国神社に祀られた霊に、時には母の許に帰りなさいと呼び掛ける大江一二三の和歌に作曲したもの。
- ピアノ曲
  - 「木の葉集〜信時潔ピアノ全曲集」ベルウッドレコード BZCS3016 - 花岡千春による演奏。
  - ロームミュージックファンデーション　日本SP名盤復刻選集I
- 2003年の『海道東征』再演の際ライブCDが製作された。これは今日でも市販されている（「オーケストラ・ニッポニカ第2集」 ミッテンヴァルト MTWD99012）。
- 『海ゆかば』の録音については、海行かば参照。

## 教え子
- 下総皖一
- 橋本國彦
- 細川碧
- 長谷川良夫
- 呉泰次郎
- 高田三郎
- 中田一次
- 大中恩
- 奥村一
- 市川都志春
- 江口夜詩